# (31783) 1999 KV9
1999 KV9 (asteroide 31783) é um asteroide da cintura principal. Possui uma excentricidade de 0.07582170 e uma inclinação de 8.59026º.
Este asteroide foi descoberto no dia 18 de maio de 1999 por LINEAR em Socorro.